# روبرت باين (مؤلف)
روبرت باين (بالإنجليزية: Robert Payne)‏ (4 ديسمبر 1911، كورنوال في المملكة المتحدة - 3 مارس 1983)؛ كاتب، مؤرخ وروائي بريطاني.